# Changgyeonggung
Changgyeonggung (en hangul, 창경궁; en hanja, 昌慶宮; romanización revisada, Changgyeonggung; McCune-Reischauer, Ch'anggyŏnggung) es un palacio localizado en Seúl, Corea del Sur. Originalmente fue el palacio de verano del emperador Goryeo, convirtiéndose más tarde en uno de los «Cinco grandes palacios» de la dinastía Joseon.
El palacio fue construido originalmente en 1104 por el Rey Sejong para su padre, Taejong, pero en 1483 fue ampliado y remodelado por el Rey Seongjong. 
Durante la ocupación japonesa fue construido un zoológico, un jardín botánico y un museo en el sitio. En 1983 el zoológico y el jardín botánico fueron cerrados. Al igual que los otros «Cinco grandes palacios», Changgyeonggung fue gravemente dañado por la ocupación japonesa.

## Edificios
Algunos de sus principales puntos de interés son:
- Honghwamun (sala principal) - Construida en 1484 por el Rey Seongjong, incendiada en 1592 durante las invasiones japonesas a Corea y reconstruida en 1616 durante el reinado de Gwanghaegun.

- Okcheongyo (puente) - construido en 1483; 9,9 m de longitud por 6,6 m de ancho.

- Myeongjeongjeon (sala) - construida en 1484, incendiada en 1592, reconstruida en 1616.

- Sungmundang (sala) - construida en 1830 por el Rey Sunjo.

- Haminjeong (pabellón) - Trasladada al sitio actual en 1633.

- Gyeongchunjeon (sala) - construida en 1484, incendiada en 1592, reconstruida en 1616, incendiada de nuevo en 1830 y reconstruida nuevamente en 1834, y finalmente quedó destruida en 2017. Los reyes Jeongjo y Heonjong nacieron aquí.

- Hwangyeongjeon (sala) - construida en 1484, incendiada en 1592, reconstruida en 1616, incendiada de nuevo en 1830 y reconstruida nuevamente en 1834, y finalmente quedó destruida en 2013.

- Tongmyeongjeon (sala) - construida en 1484, reconstruida en 1834.

- Chundangji (dos estanques) - construidos en 1909.

## Galería

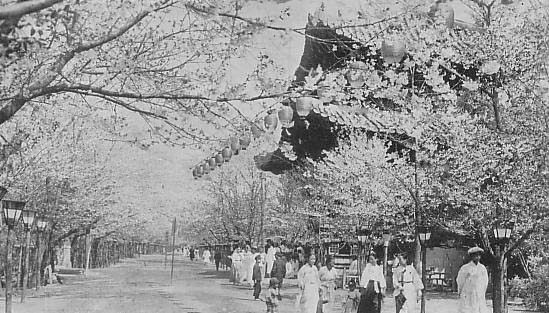
Changgyeonggung (1930s)
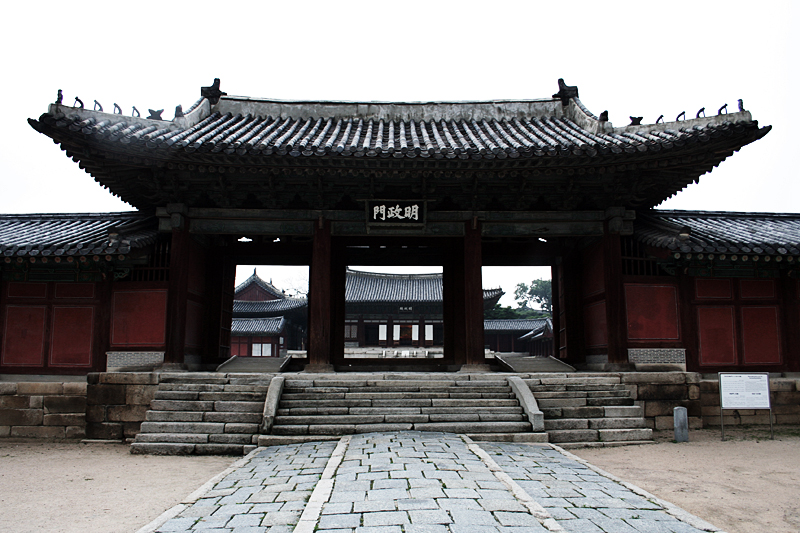
Puerta principal del palacio.
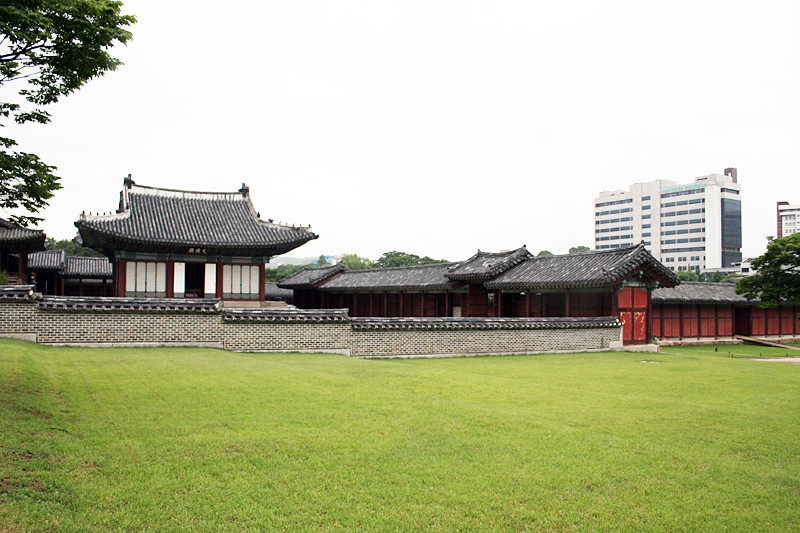
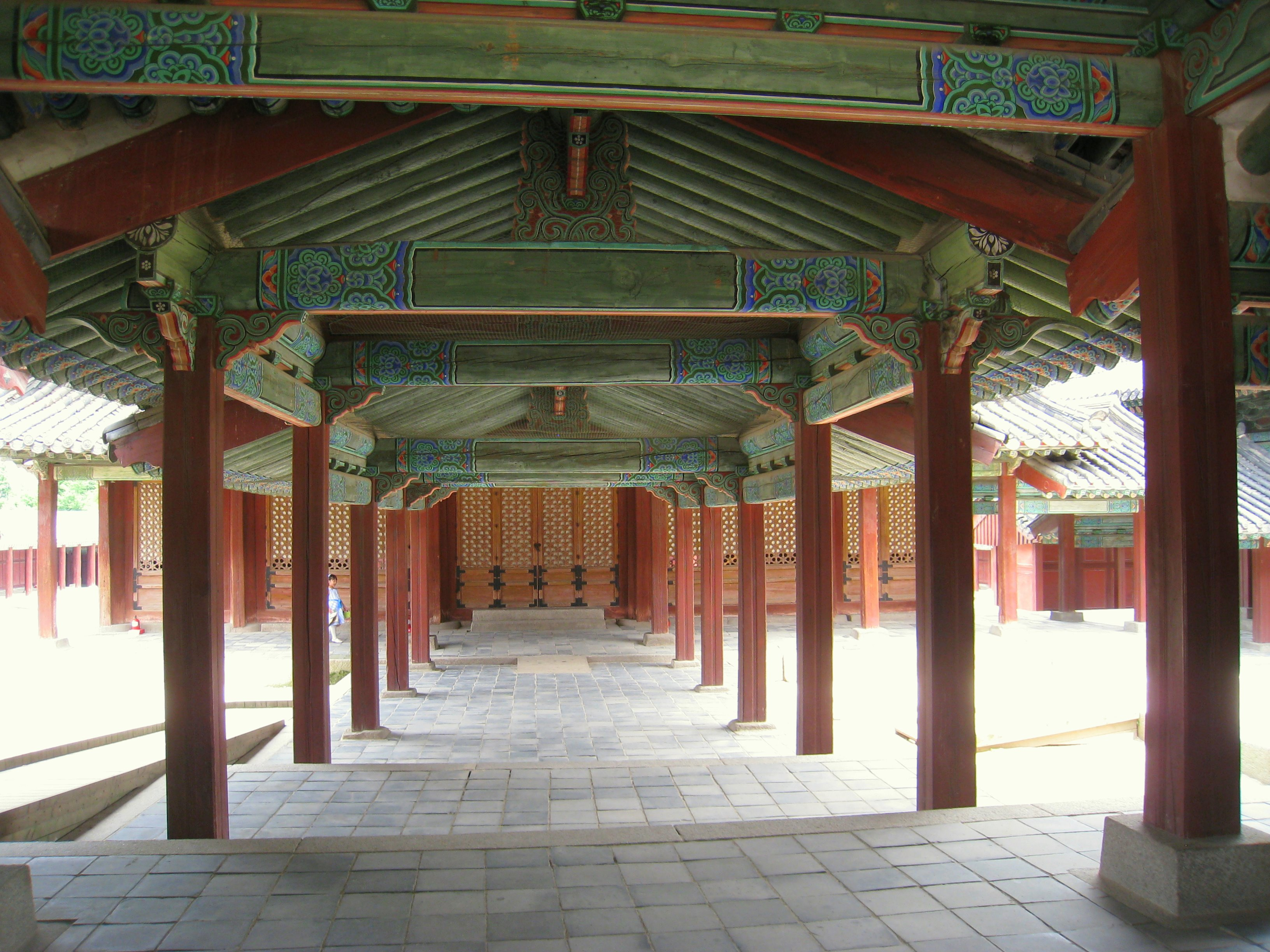
Corredor Sungmundang
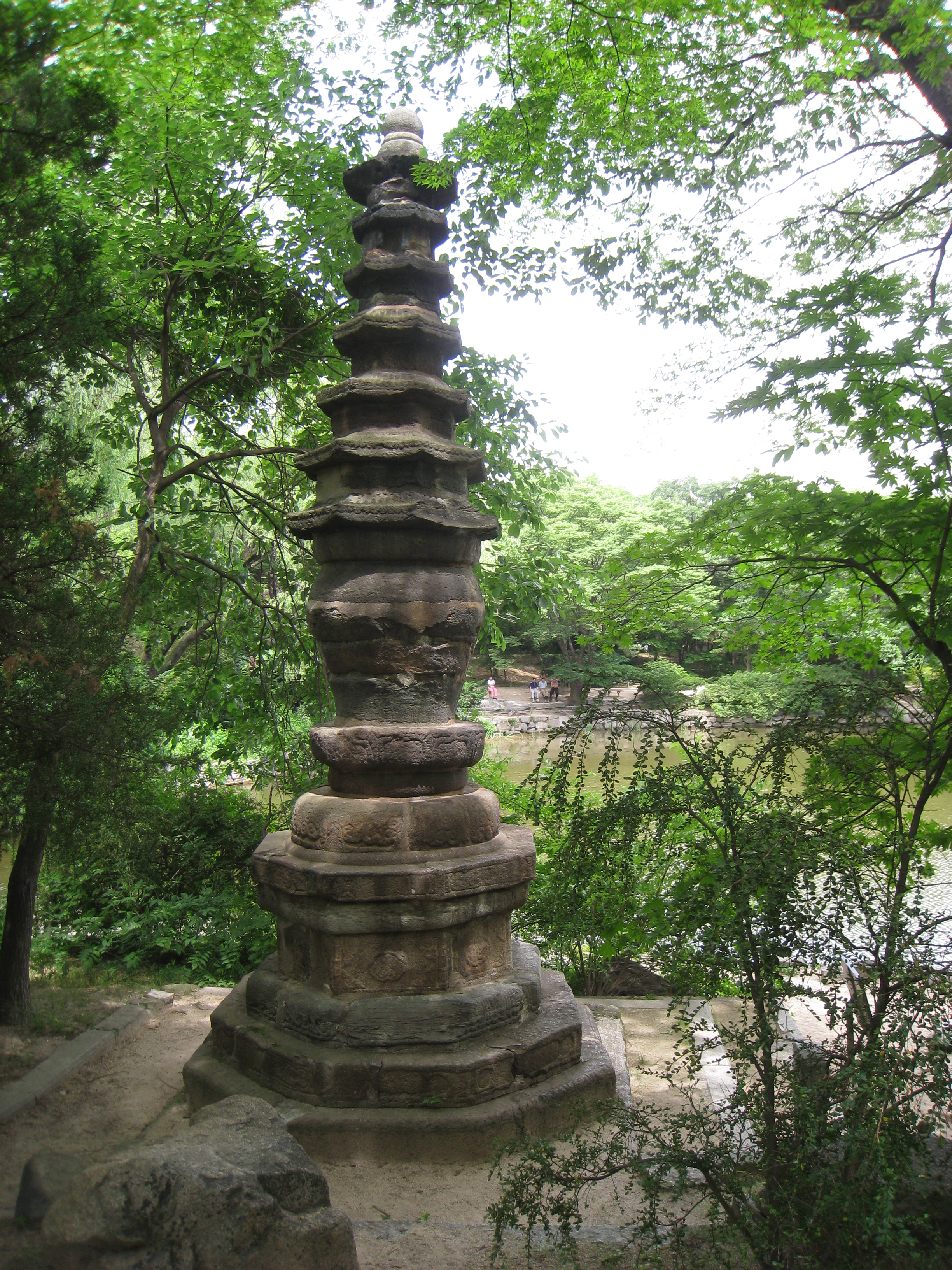
Pagoda
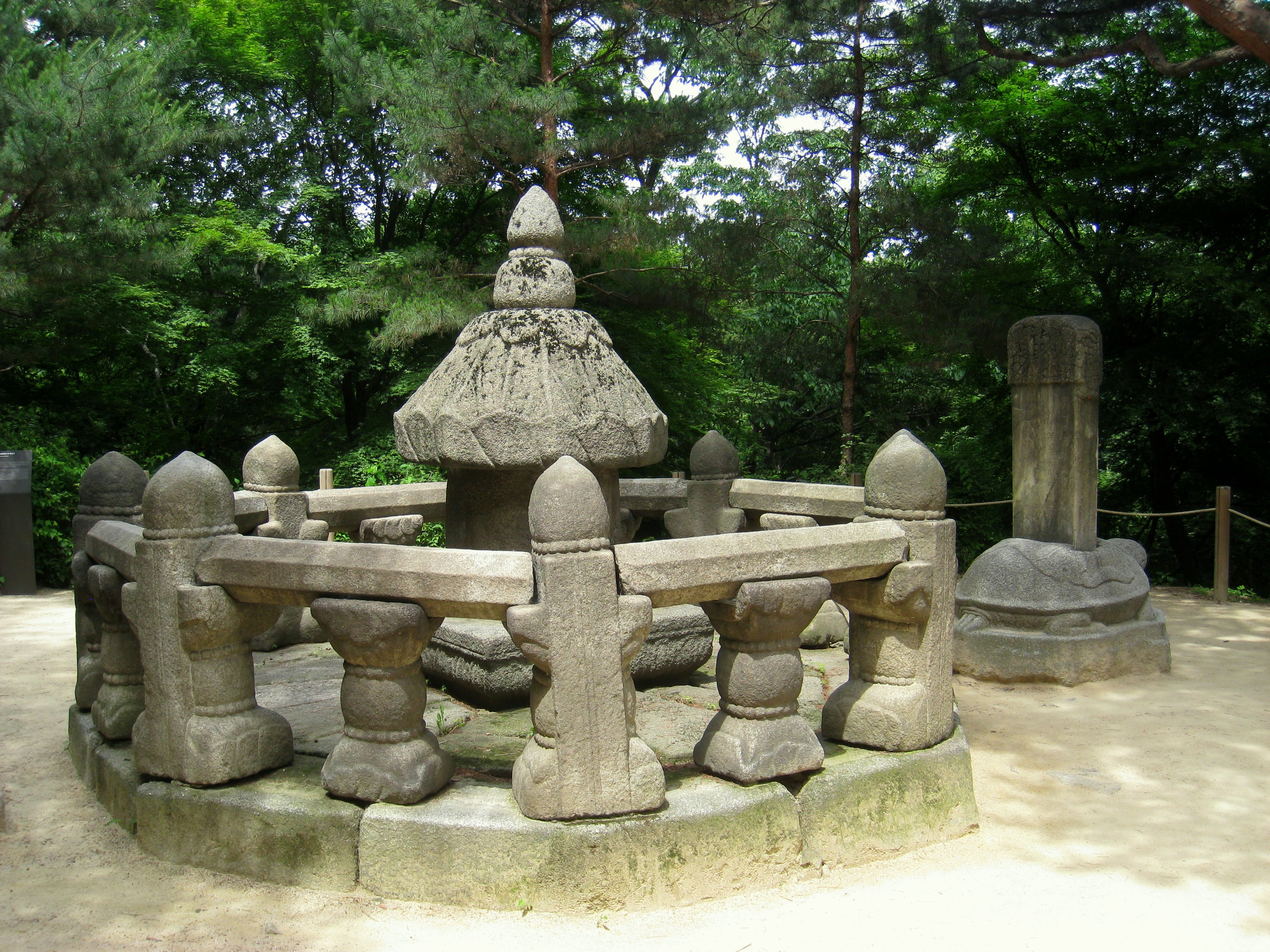
Taesil
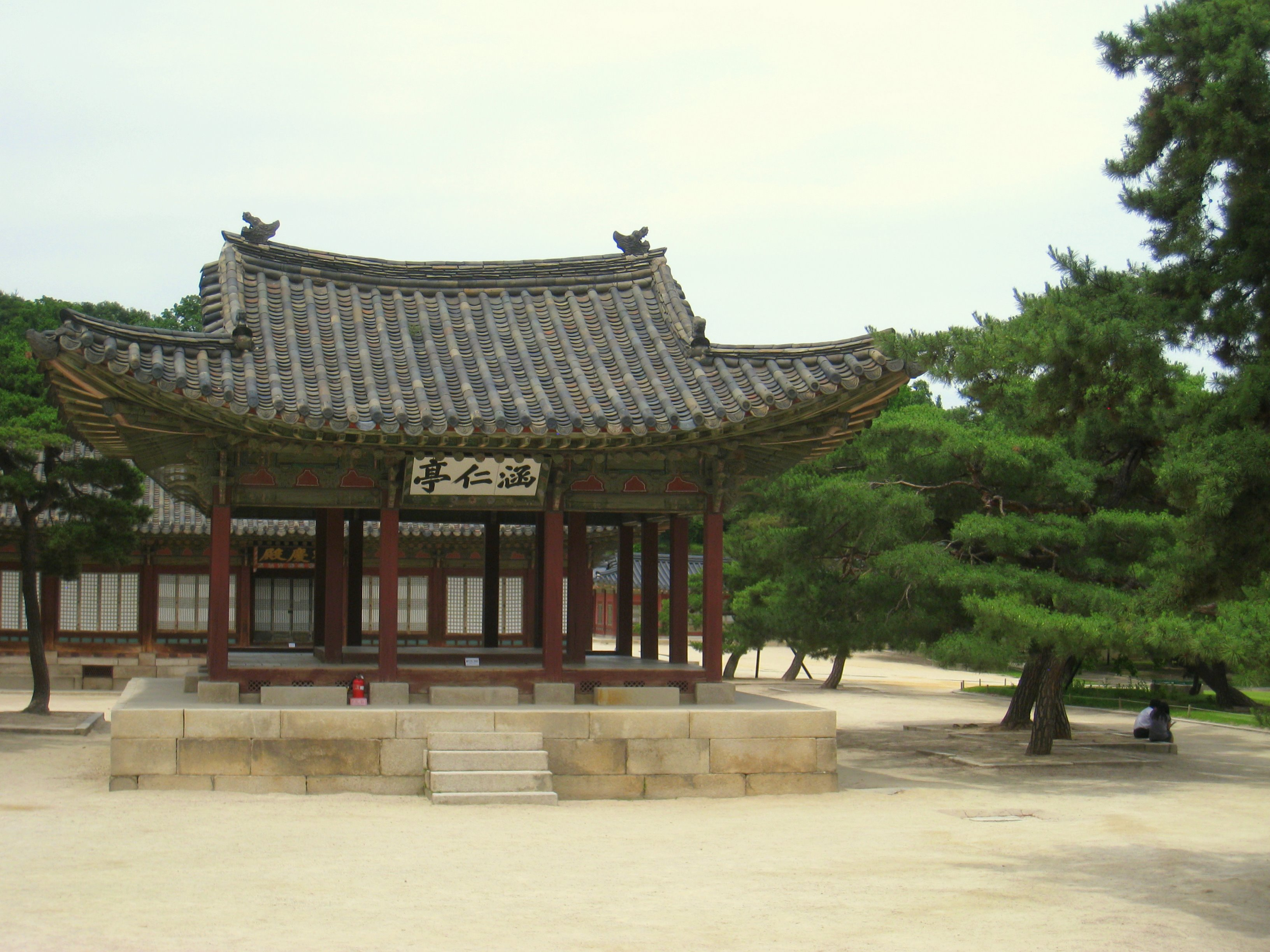
Haminjeong
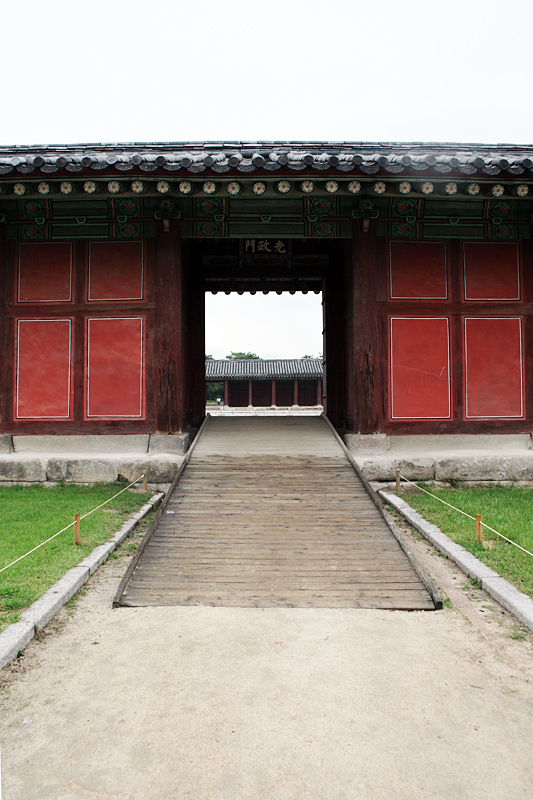
Puerta